# モンゴル国の通信
モンゴル国の通信（モンゴルこくのつうしん）では、モンゴル国における通信に関して記述する。

## 郵便
基本的に信頼できるが、郵便配達制度はない。もともとモンゴル民族が遊牧民族であり、都市住民を除き住所不定である場合が多いからである。
郵便物の受け取りを希望する場合には、郵便局に私書箱を設置することになる。
外国から郵便物が到着した場合には、郵便局から連絡があり、受け取りに行くことになる。受け取りに際しては、パスポートの提示と、通関手数料1200トゥグリク（2005年現在）が必要。

## 電話
電話通信網が整備される前に携帯電話が普及した。家庭の電話が携帯電話である場合も多い。
ただし、プリペイド方式が主流であり、またプリペイドカードの有効期限を越えたら自動的に契約が解除される。基本料金が発生する日本のような（後払いの）契約電話を持つことは一種のステータスとなっている。
国際電話は、基本的には一般加入電話からはかけられない。郵便局からかけるか、プリペイドカードを購入して暗証番号を入力してかけるかのいずれかになる。国際ファックスも、郵便局から送信することになるが、小さい郵便局では、打字が不鮮明になることがある。
モンゴルには、日本で見かけるような無人の公衆電話は少ない。そのため市内ではあちらこちらに無線式の電話機を持った人が立っており、公衆電話の役割を果たしている。

## インターネット
都市部では、至るところにインターネットカフェがある。夕刻のインターネットカフェには母国と連絡を取る外国人が集い、目の前にいた東洋人が日本人であることも珍しくない。ただし、日本語対応機種は高価なようで、日本語対応機種があるかどうかは、入店時に確認が必要。
インターネットの個人加入は、月額20ドル（2005年現在）。ダイヤルアップ接続で、電話料金が別途かかるため、あまり奨められない。プリペイド式のインターネット接続カードも普及している。ADSLサービスは、使える地域が市内中心部の一部に限定されている。